# Mariella Gramaglia
Mariella Gramaglia (Ivrea, 4 maggio 1949 – Roma, 15 ottobre 2014) è stata una politica italiana.

## Biografia
Mariella Gramaglia è stata una delle principali femministe italiane, attiva tramite il giornalismo, e l'assunzione di cariche politiche. Fu membro della Camera dei deputati nella X legislatura ed ebbe incarichi amministrativi e politici nel comune di Roma durante l'amministrazione delle giunte dei sindaci Francesco Rutelli e Valter Veltroni.

### Esordi professionali
Dopo essersi laureata giovanissima all'Università di Torino, si trasferì a Roma. Pubblicò una delle primissime raccolte di testi femministi in Italia, già nel 1972, per i tipi Samonà e Savelli. Insegnò per qualche anno Lettere e filosofia al Liceo Unitario Sperimentale della Bufalotta di Roma ed ebbe tra i suoi allievi Valerio Magrelli, Fabio Ferzetti, Guglielmo Loy, Riccardo Barenghi, Nicola Pecorini, Daniele Archibugi e Alessandra Baduel.

### L'impegno giornalistico
Dopo pochi anni, abbandonò l'insegnamento per dedicarsi, sotto la guida di Luigi Pintor, al giornalismo. Fu dal 1975 giornalista del Manifesto dove si impegnò sui temi dell'uguaglianza di genere e sui diritti civili. Seguì con passione il dibattito sulla legge sull'interruzione volontaria di gravidanza. Dopo il Manifesto, lavorò come notista politica per il quotidiano "Il Lavoro" di Genova, allora diretto da Giuliano Zincone. Successivamente fu assidua collaboratrice in Rai della trasmissione " Si dice donna", a cura di Tilde Capomazza, e lavorò ai programmi di Radiotre, diretta da Enzo Forcella, in particolare alla trasmissione "NoiVoi Loro Donna". Nel 1983 divenne infine direttrice di Noi Donne. Nel terzo millennio aprì anche un blog su internet.

### Parlamentare nella Sinistra Indipendente
Eletta alla Camera dei deputati il 14 giugno 1987 nelle liste del Partito Comunista Italiano nel Collegio di Roma - Viterbo - Latina – Frosinone, si iscrisse al Gruppo parlamentare della Sinistra indipendente. Rimase in carica per tutta la legislatura, finita il 22 aprile 1992. Partecipò alla Commissione Affari sociali, presentando numerosi disegni di legge sui problemi sociali, sullo stato di famiglia e sulla condizione della donna.

### Assessora al Comune di Roma
Negli anni novanta e nei primi anni duemila ha partecipato alla giunta comunale di Roma. Con il sindaco Francesco Rutelli fu vicedirettore generale e con il sindaco Walter Veltroni divenne assessora alla comunicazione, semplificazione e pari opportunità dal 2001 al 2007. Come amministratrice, si impegnò per innovazioni sociali quali, tra l'altro, l'introduzione della "banca del tempo"..

### Volontariato in India
Nel 2007, decise di dedicarsi al volontariato internazionale, e si recò ad Ahmedabad (Gujarat) per collaborare con Sewa, un sindacato autonomo di donne, su incarico di Progetto Sviluppo e della Cgil. A questa esperienza dedicò un reportage e un libro.

### "Se non ora quando"
Mariella Gramaglia è stata infine molto impegnata nel movimento femminista "Se non ora quando", sorto nel 2011 a seguito degli scandali dell'allora Presidente del Consiglio italiano Silvio Berlusconi relativo alle accuse di frequentazione di prostitute minorenni. In quella occasione,  Gramaglia collaborò con diverse altre femministe della sua generazione, tra le quali Cristina Comencini, Francesca Comencini, Licia Conte, Silvia Costa, Lidia Ravera, Serena Sapegno.

## Vita privata
Dopo un primo matrimonio con Luca Codignola, per un breve periodo dei primi anni settanta fu legata sentimentalmente al regista Nanni Moretti, per il quale recitò nel cortometraggio Pâté de bourgeois. Ebbe poi come compagno l'economista Fernando Vianello, al quale diede una figlia e un figlio. La figlia Maddalena Vianello si occupa anche lei di questioni di genere e ha pubblicato, insieme alla madre,  il volume Fra me e te.

## Opere
- Mariella Gramaglia (a cura di), La rivoluzione più lunga. Saggi sulla condizione della donna nelle società a capitalismo avanzato (Roma, La nuova sinistra, Samonà e Savelli, 1972). Con testi di Juliet Mitchell, Kathy Mcafee e Myrna Wood, Margaret Benston, Laurel Limpus e Jean Rands.
- Nadia Fusini e Mariella Gramaglia (a cura di), La poesia femminista, (Roma, La nuova sinistra, Savelli, 1976).
- Mariella Gramaglia, Indiana. Nel cuore della democrazia più complicata del mondo, (Roma, Donzelli, 2008).
- Mariella Gramaglia e Maddalena Vianello, Fra me e te[11] (Milano, et al. Edizioni, 2013). Con testi di Franca Fossati e Lidia Ravera.
- Mariella Gramaglia, Introduzione a "Nella donna c'era un sogno...". Canzoniere femminista. Ed. donne contro, 1976.